# Ottavio Cagiano de Azevedo
Pour les articles homonymes, voir Azevedo.
Ottavio Cagiano de Azevedo (né le 7 novembre 1845 à Frosinone dans le Latium, Italie, alors dans les États pontificaux, et mort le 11 juillet 1927 à Anzio), est un cardinal italien de l'Église catholique du début de la XXe siècle, créé par le pape Pie X. Il est le neveu du cardinal Antonio Maria Cagiano de Azevedo (1844).

## Biographie
Cagiano de Azevedo étudie au séminaire de Grottaferrata. Il fait du travail pastoral à Rome et il est chanoine de la basilique de Saint-Libère à Rome et de la basilique Saint-Pierre, abreviattore de parco maggiore, protonotaire apostolique ad instar participantium, maître de la chambre apostolique et majordomo du pape.
Le pape Pie X le crée cardinal lors du consistoire du 11 décembre 1905. Le cardinal Cagiano est visiteur apostolique de l'hospice de Catechumens, pro-préfet et préfet de la Congrégation pour les Religieux. À partir de 1915 il est chancelier apostolique.
Le cardinal Cagiano participe au conclave de 1914 lors duquel Benoît XV est élu et au conclave de 1922 (élection de Pie XI)

## Distinctions
- Grand-croix de l'ordre d'Isabelle la Catholique